# Dorotheos von Sidon
Dorotheos von Sidon war ein griechischer Astronom und Astrologe, der im ersten Jahrhundert n. Chr. lebte und ein astrologisches Gedicht in fünf Büchern verfasste. David Pingree datierte die darin enthaltenen Horoskope auf die Zeit um 50 n. Chr. In der Folge wurden sie im dritten Jahrhundert n. Chr. in die mittelpersische und arabische Sprache übersetzt.
Die Werke des Dorotheos von Sidon bilden eine erste geordnete Zusammenstellung der hellenistischen Quellen in der Astrologie, die sich wiederum ergänzend an Schriften des Petosiris und Nechepso, den Hermetika und dem Zoroastrismus orientierten.
Das umfangreiche Werk hatte großen Einfluss auf die antike und mittelalterliche Astrologie. 
Die arabische Übersetzung beinhaltet persische und sanskritische Termini, die die redaktionelle Überarbeitung sowie Ergänzung aus den mittelpersischen und sassanidischen Vorlagen belegen.
Viktor Stegemann konnte im 20. Jahrhundert nur die ersten 57 der umfangreichen Fragmente, die bis heute erhalten sind, übersetzen.